# Bergen (België)
Bergen (Frans: Mons) is een Waalse stad in België waar Picardisch wordt gesproken. Het is de hoofdstad van de provincie Henegouwen en telt ruim 96.000 inwoners. De heilige Waldetrudis is de patroonheilige van de stad. Bergen is de voornaamste stad van arrondissement Bergen, en de zetel van een van de vijf hoven van beroep van het land.
Nabij Bergen, in Casteau, bevindt zich het militair hoofdkwartier SHAPE van de NAVO.

## Geschiedenis

### Romeinse tijd
De stad Bergen ontstond op een heuvelachtig terrein (vandaar de naam) tussen de rivieren de Hene en de Trouille. Ondanks de ontdekking van begraafplaatsen uit de 2e eeuw en de oude benaming "Castri locus" (dat is Kampplaats), die voor het eerst opduikt in 642, blijft de aanwezigheid van een Romeins legerkamp op de plaats van de huidige stad een hypothese. Alleszins lag de plek aan een deverticulum (dat is "aftakking") van de Romeinse heerbaan Bavay-Asse.

### Middeleeuwen
Pas rond het midden van de 7e eeuw ontwikkelde zich hier een belangrijke stadskern, rond een kasteel waar de graven woonden. Deze ontwikkeling was mede het gevolg van de stichting in de Frankische tijd van een abdij, rond 650, door de heilige Waldetrudis. Dit klooster zou later in de 11e eeuw hervormd worden tot een kapittel van adellijke, seculiere kanunnikessen, dat het geestelijke leven in de stad bleef domineren tot de opheffing in 1792.
Rond de 10e eeuw bouwden de graven van Bergen een versterkte burcht op de naburige heuvel, en onder graaf Boudewijn IV (1120-1171) werd begonnen aan de bouw van een eerste omwalling, waarvan ook thans nog delen bestaan. Hierdoor kon de stad spoedig rivaliseren met Valencijn/Valenciennes, de toenmalige hoofdstad van het graafschap Henegouwen.
In 1136 vond in Bergen een grote stadsbrand plaats.
Bergen ontwikkelde zich snel tot een belangrijk bestuurlijk, handels- en onderwijscentrum. Gravin Margaretha II van Vlaanderen stichtte in 1248 een begijnhof, en de toename van de bevolking maakte rond 1290 de aanleg van een tweede, grotere stadsmuur noodzakelijk. Deze stadsmuur was ongeveer 4,5 km lang en had zes poorten. In 1295 werd Bergen de hoofdplaats van het graafschap Henegouwen. De lakennijverheid legde de basis van een economische bloei, die pas zou eindigen in de 16e eeuw, met de godsdiensttroebelen.

### Tachtigjarige Oorlog

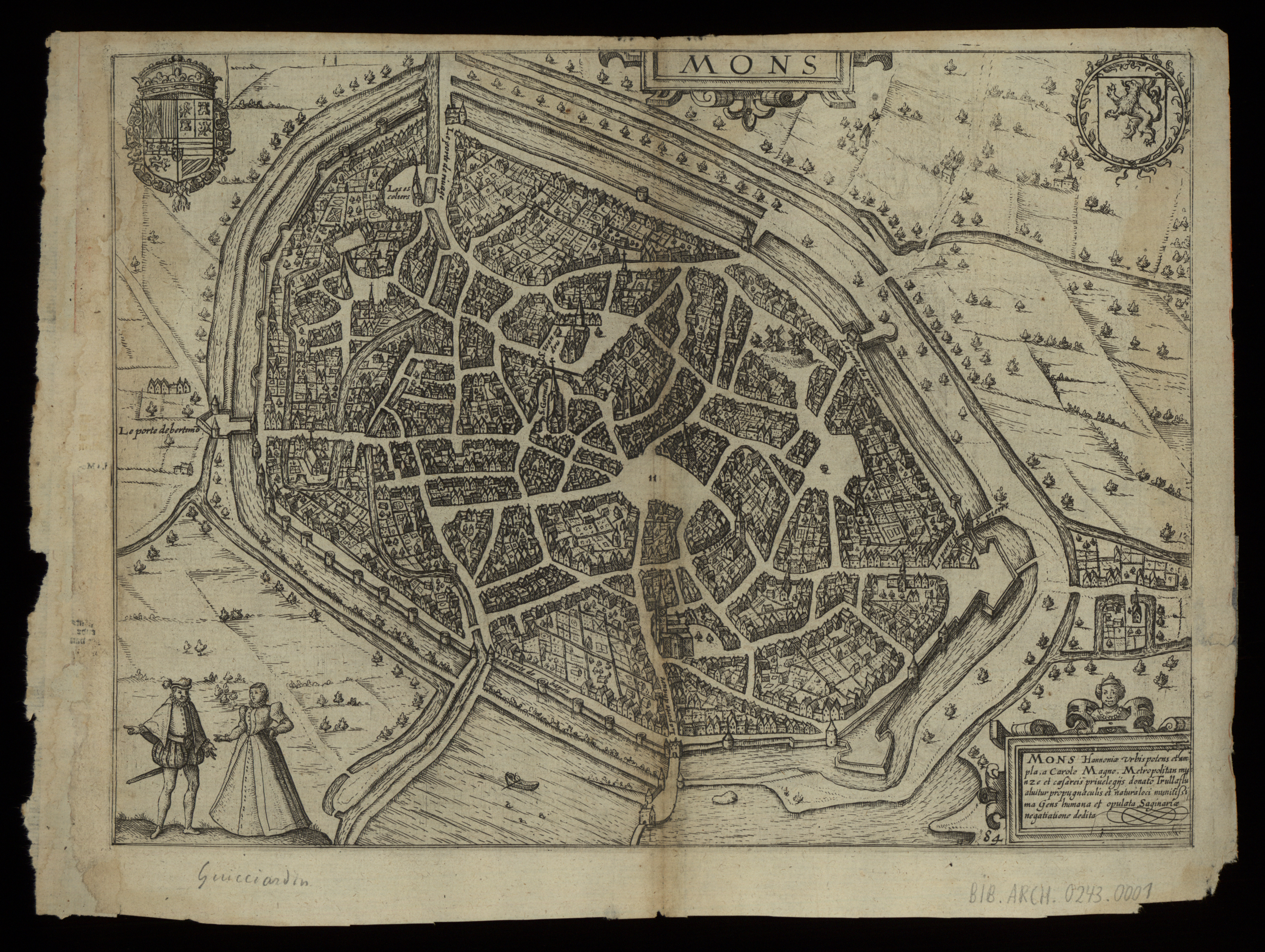
Stadsplan van Bergen uit de zestiende eeuw. Gemaakt door Lodovico Guicciardini.

Op 24 mei 1572 viel Lodewijk van Nassau aan het hoofd van 500 ruiters vrij onverwacht de stad binnen, waar hij met geestdrift onthaald werd, omdat de misnoegdheid over het beleid van Alva er zeer groot was. Dit was de aanzet van Lodewijks plan om een operatiebasis te vestigen voor het leger van Gaspard de Coligny, die vanuit Frankrijk de Spanjaarden zou lastigvallen. Deze hulptroepen kwamen echter niet opdagen doordat Coligny was vermoord in de Bartholomeusnacht, en Lodewijk, die aan alle kanten bedreigd werd, zag zich genoodzaakt te capituleren en het belegerde Bergen aan Alva over te geven (19 september 1572). Ondanks de belofte van algemene amnestie, nam Alva na het vertrek van Lodewijk en zijn troepen op bloedige wijze wraak. Vele burgers van Bergen werden gearresteerd, gefolterd en terechtgesteld, en hun bezittingen in beslag genomen. De welvaart van Bergen, een der bloeiendste nijverheidssteden van Europa, was totaal vernietigd.

### 17e en 18e eeuw
Meteen begon voor Bergen een lange periode waarin het oorlogsgeweld regelmatig het economische herstel afremde. Op 8 april 1691 moest Filips Frans van Glymes de stad, na een beleg van negen maanden, aan de Franse troepen (80.000 man sterk) overgeven. Koning Lodewijk XIV was op 15 maart in eigen persoon afgezakt om de krijgsoperaties bij te wonen. Het Franse geschut had overal in de stad veel schade aangericht. Bergen bleef Frans bezit tot 1697, daarna kwam het beurtelings in Oostenrijkse en Franse handen. De Fransen waren de baas van 1701 tot 1709, en daarna van 1746 tot 1749. Omdat de krijgsverrichtingen van de 18e eeuw zoveel schade aanrichtten, werd de stad vooral in die periode heropgebouwd, waardoor het huidige stadsbeeld grotendeels 18e-eeuws is.
Bergen was in de late 17e eeuw en eerste helft van de 18e eeuw een van de vestingsteden die deel uitmaakten van de Nederlandse vestingsbarrière in de Zuidelijke Nederlanden.
Op 6 november 1792 verloren de Oostenrijkers de Slag bij Jemappes (thans een deelgemeente van Bergen) en moesten ze definitief het veld ruimen.

### 20e eeuw
Aan het begin van de Eerste Wereldoorlog wist de British Expeditionary Force onder leiding van de Britse generaal French 48 uur lang nabij Bergen de Duitse troepen van Von Kluck tegen te houden. Bergen was hierna vier jaar in Duitse handen en werd uiteindelijk, vroeg in de morgen van 11 november 1918 bevrijd door Canadezen, na drie dagen heftige strijd.
Ook de Tweede Wereldoorlog was moordend voor Bergen en omgeving, en veroorzaakte veel menselijk leed. Als industriestad en verkeersknooppunt werd het vaak hevig gebombardeerd, en van 2 tot 4 september 1944 vonden er nog zware gevechten plaats tussen Amerikaanse troepen (onderweg van Avesnes en Nouvion) en Duitse troepen die zich terugtrokken uit Noord-Frankrijk.
De economische crisis in de tweede helft van de 20e eeuw kwam hard aan voor de Bergense industrie en voor de hele Borinage. Door fabriekssluitingen ontstonden veel brownfields. De reconversie verliep niet zonder problemen, maar uiteindelijk werd op basis van het culturele patrimonium toerisme en handel gestimuleerd. Zo kwam in 1998 het Mundaneum en was Bergen in 2015 met Pilsen Culturele hoofdstad van Europa.

## Geografie

### Situering

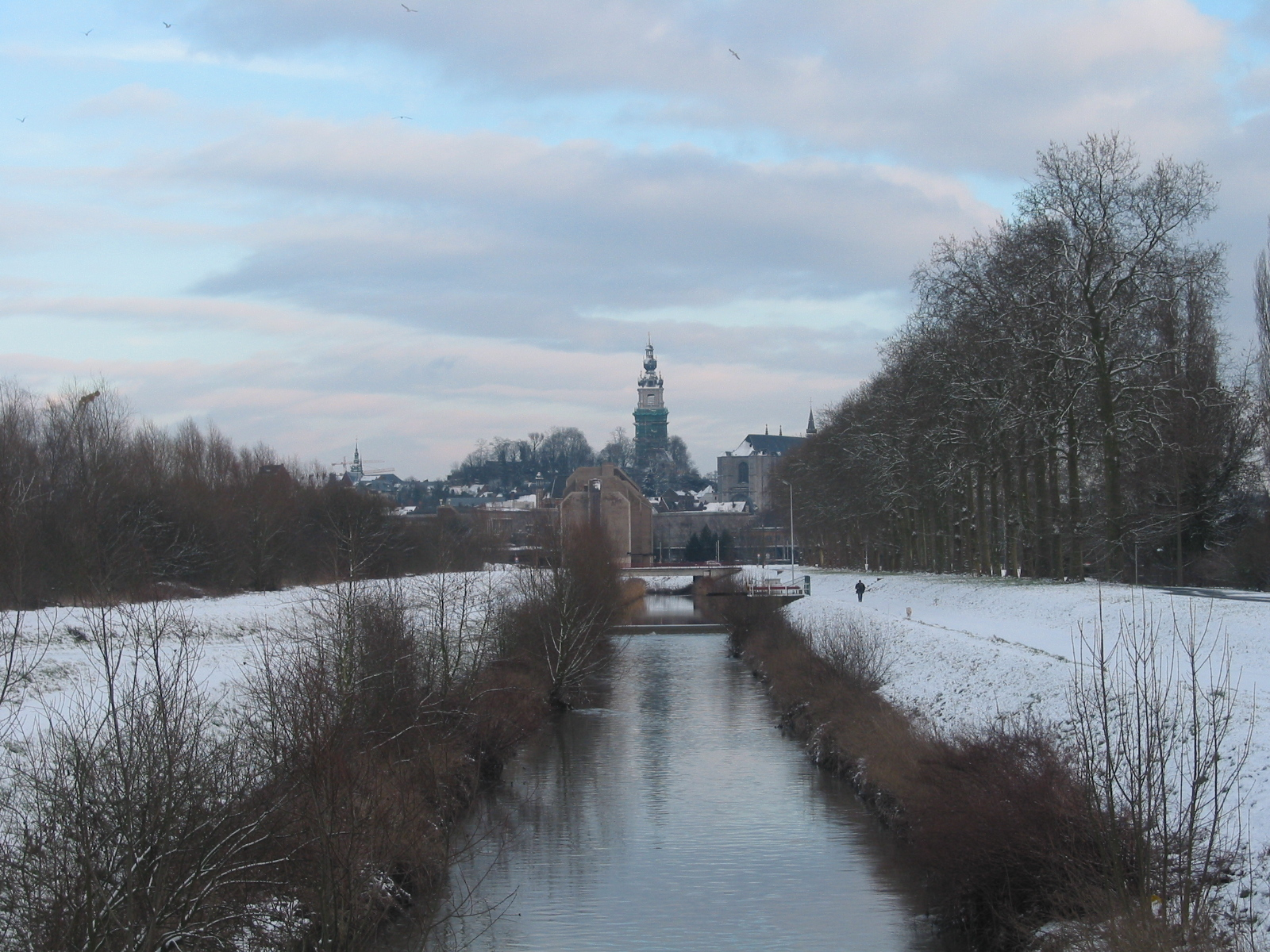
De Hene, met Bergen op heuvel op de achtergrond.

Bergen is gelegen ten oosten van Borinage, zoals dit industriegebied wordt genoemd. De stad ligt ongeveer op 50 km ten zuiden van Brussel, 200 km ten noorden van Parijs, 150 km ten westen van Aken en 75 km ten oosten van Rijsel en is verbonden met de snelwegen E19 (Parijs - Brussel - Antwerpen - Rotterdam) en E42 (Rijsel - Charleroi - Luik). Bovendien zijn er verschillende spoorverbindingen met onder andere Doornik, Charleroi, Brussel en Luik en een dagelijkse TGV-verbinding met Parijs.
Het reliëf wordt mede beïnvloed door het dal van de Hene, die iets ten noorden van de stad van oost naar west stroomt. De Trouille valt ongeveer ter hoogte van Bergen samen met de Hene. Bergen ligt dus op een heuvel bij de samenloop van twee rivieren, waardoor de huidige vorm van de stad bijna rond is. De R50 bakent de binnenstad af. Meer naar het centrum neemt de hoogte toe, in de buurt van het belfort ligt de stad het hoogst.

### Overige kernen
Bij de administratieve hervorming van 1977 ontstond de huidige gemeente Bergen door de fusie van de toen opgeheven gelijknamige gemeente (waar sinds 1972 reeds Cuesmes, Ghlin, Hyon, Nimy, Obourg en delen van Baudour en Jemappes deel van uitmaakten) met Ciply, Harmignies, Harveng, Havré, Jemappes, Maisières, Mesvin, Nouvelles, Saint-Symphorien, Spiennes, Villers-Saint-Ghislain en delen van Casteau, Masnuy-Saint-Jean en Ville-sur-Haine.

### Deelgemeenten
| #  | Naam                   | Opp. (km²) | Inwoners (2020) | Inwoners per km² | NIS-code |
| -- | ---------------------- | ---------- | --------------- | ---------------- | -------- |
| 1  | Bergen                 | 16,69      | 28.787          | 1.725            | 53053A   |
| 2  | Hyon                   | 3,68       | 4.099           | 1.115            | 53053B   |
| 3  | Cuesmes                | 9,43       | 9.964           | 1.056            | 53053C   |
| 4  | Ghlin                  | 22,16      | 8.458           | 382              | 53053D   |
| 5  | Nimy                   | 4,15       | 4.751           | 1.144            | 53053E   |
| 6  | Obourg                 | 14,13      | 4.488           | 318              | 53053F   |
| 7  | Maisières              | 7,94       | 4.157           | 524              | 53053G   |
| 8  | Havré                  | 18,47      | 6.211           | 336              | 53053H   |
| 9  | Saint-Symphorien       | 7,28       | 3.349           | 460              | 53053J   |
| 10 | Villers-Saint-Ghislain | 2,63       | 655             | 249              | 53053K   |
| 11 | Harmignies             | 11,12      | 835             | 75               | 53053L   |
| 12 | Harveng                | 6,25       | 473             | 76               | 53053M   |
| 13 | Nouvelles              | 2,70       | 314             | 116              | 53053N   |
| 14 | Spiennes               | 5,37       | 942             | 175              | 53053P   |
| 15 | Mesvin                 | 2,32       | 952             | 410              | 53053R   |
| 16 | Ciply                  | 2,40       | 740             | 308              | 53053S   |
| 17 | Jemappes               | 6,82       | 10.950          | 1.605            | 53053T   |
| 18 | Flénu                  | 3,86       | 5.669           | 1.469            | 53053U   |

### Geologie

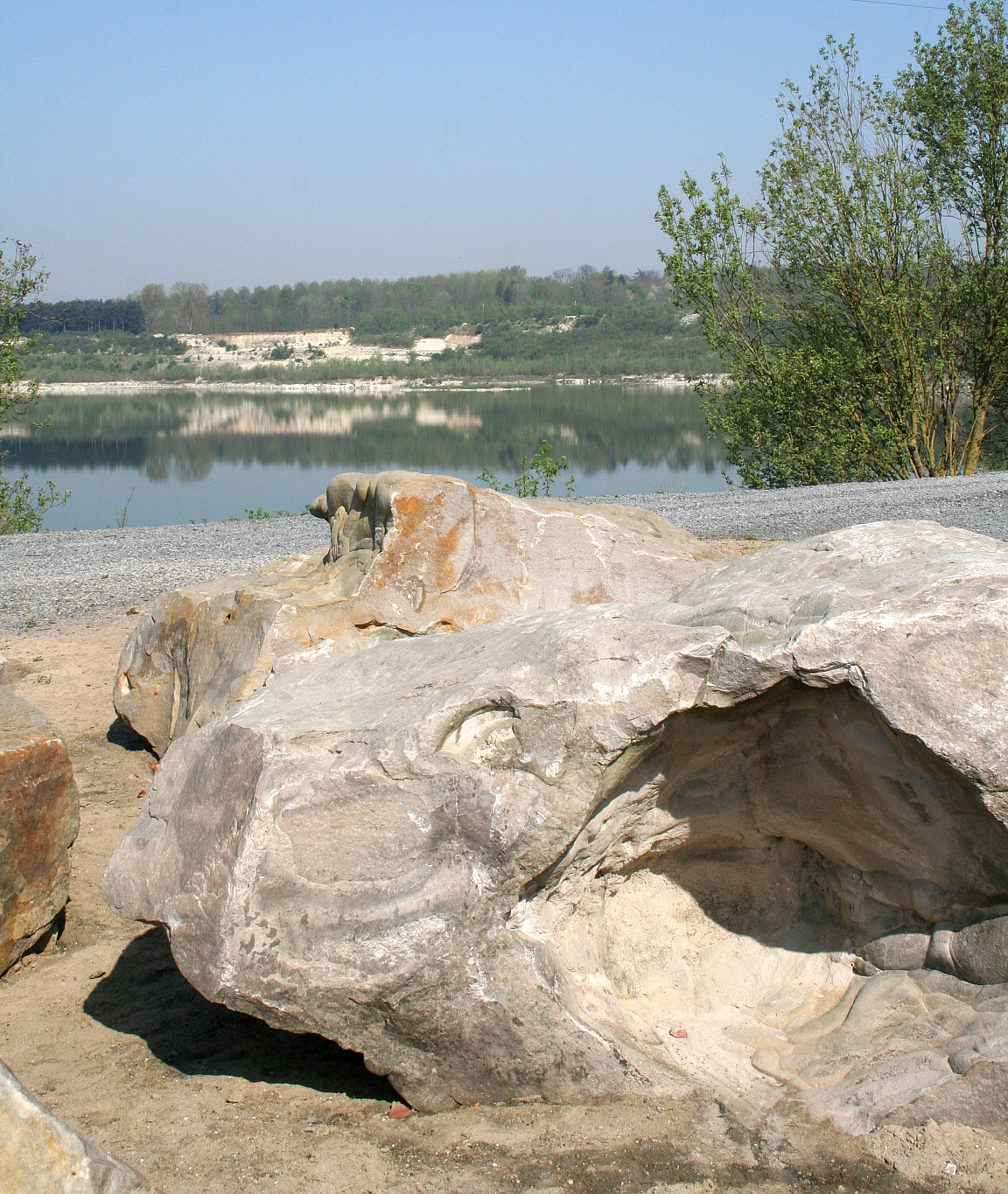
De geologische tuin van Obourg.

De ondergrond van Bergen bestaat uit alluvialen. In de nabijheid van de deelgemeenten Ghlin en Obourg bevindt zich krijtgesteente dat van de periode van het Krijt dateert. Dit gesteente bevat fossielen van Belemnieten, en wordt sinds lange tijd gebruikt voor de productie van cement. Nabij Saint-Denis is het gesteente rijk aan vuursteen; het wordt daar gebruikt voor de productie van vuurvast materiaal. In het neolithicum werd veel vuursteen gevonden in Spiennes; het werd gewonnen in de neolithische vuursteenmijnen in Spiennes.
Ten noorden van de hellingen waar zich veel krijtgesteente bevindt, loopt de hoogte op tot 80 à 120 meter. Op deze hoogte bestaat de bodem uit lagen klei die van het Ypresien dateren. Aan de top van de heuvels bestaat de bodem vooral uit zand.
Om bepaalde gebouwen in Bergen te verwarmen zal mogelijk in de nabije toekomst gebruik worden gemaakt van geothermische bronnen in Saint-Ghislain, Douvrain en Ghlin. In de bodem bevindt zich water waarvan de temperatuur ongeveer 70 °C bedraagt.

## Bezienswaardigheden en erfgoed

### Kerken
- De collegiale Sint-Waltrudiskerk (Collégiale Sainte-Waudru) in Brabantse gotiek werd gebouwd tussen 1450 en 1686.
- De Sint-Niklaaskerk (Église Saint-Nicolas-en-Havré) is een kerkgebouw in barokstijl van 1701.
- De Sint-Elisabethkerk (Église Sainte-Élisabeth) is een kerkgebouw in barokstijl van 1720.
- De Onze-Lieve-Vrouw van Mesenkerk (Église Notre-Dame de Messines) heette voor 1992: Église Saint-Nicolas en Bertaimont). De oorspronkelijke kerk werd in 1799 gesloopt. De nabijgelegen kloosterkerk van het nabijgelegen Recollettenklooster werd in 1803 een parochiekerk. Dit is een 15e-eeuwse gotische kapel die een neoclassicistische voorgevel heeft gekregen.
- De Sint-Calixtuskapel is een kapel uit 1051, deels ook 14e-eeuws. Zij is onttrokken aan de eredienst en heeft een culturele bestemming.

### Overige bouwwerken
- Het Belfort van Bergen werd in 1662 gebouwd op de onderbouw van het verwoeste Gravenkasteel dat van de 9e tot de 15e eeuw de verblijfplaats van de graven van Henegouwen was. De belforttoren is het enige Belgische belfort in barokstijl. Van het Gravenkasteel zelf bleven de Conciergerie en de romaanse Sint-Calixtuskapel (1051) bewaard. Le beffroi de Mons staat sinds 1 december 1999 op de werelderfgoedlijst van de UNESCO en heeft binnenin sinds 2015 een bezoekerscentrum.
- De fraaie gebouwen van de Grote Markt (Grand-Place) vormen een waardige entourage voor het Stadhuis van Bergen (Hôtel de Ville) waaraan Matthijs de Layens in 1458 een hooggotische voorgevel schonk. Bij de dood van Karel de Stoute werden de bouwactiviteiten gestaakt, en pas in de 16e eeuw hervat. In de 17e eeuw werd er nog links en rechts een zijvleugel aan toegevoegd, en in 1718 kreeg het zijn klokkentorentje. Links van de ingang bevindt zich het populaire aapje, de Singe du Grand Garde, een beeldje dat naar verluidt geluk brengt aan wie zijn kopje aait.
- Maison Losseau, een monumentaal pand met art nouveau-interieur
- het Station Bergen, geopend in december 2024

### Musea
- Museum François Duesberg voor sierkunst heeft een collectie van klokken, pendules, meubelen, en porselein uit de periode 1775-1825. De vitrines liggen afgeladen vol met voorwerpen, die betrekking hebben op Napoleon, Rousseau, Voltaire, Paul et Virginie, Robinson Crusoe. Ook de muziek op de achtergrond is afkomstig uit dit tijdperk, waarin het neoclassicisme, empirestijl en pre-romantiek prevaleerde. Het museum is gevestigd in een oud bankgebouw.
- Museum van de Doudou
- Mons Memorial Museum
- BAM, Museum voor Schone Kunsten
- Mundaneum
- Universiteitsmuseum MUMONS
- Het Maison des Patrimoines Unesco in het Spaans huis [3]

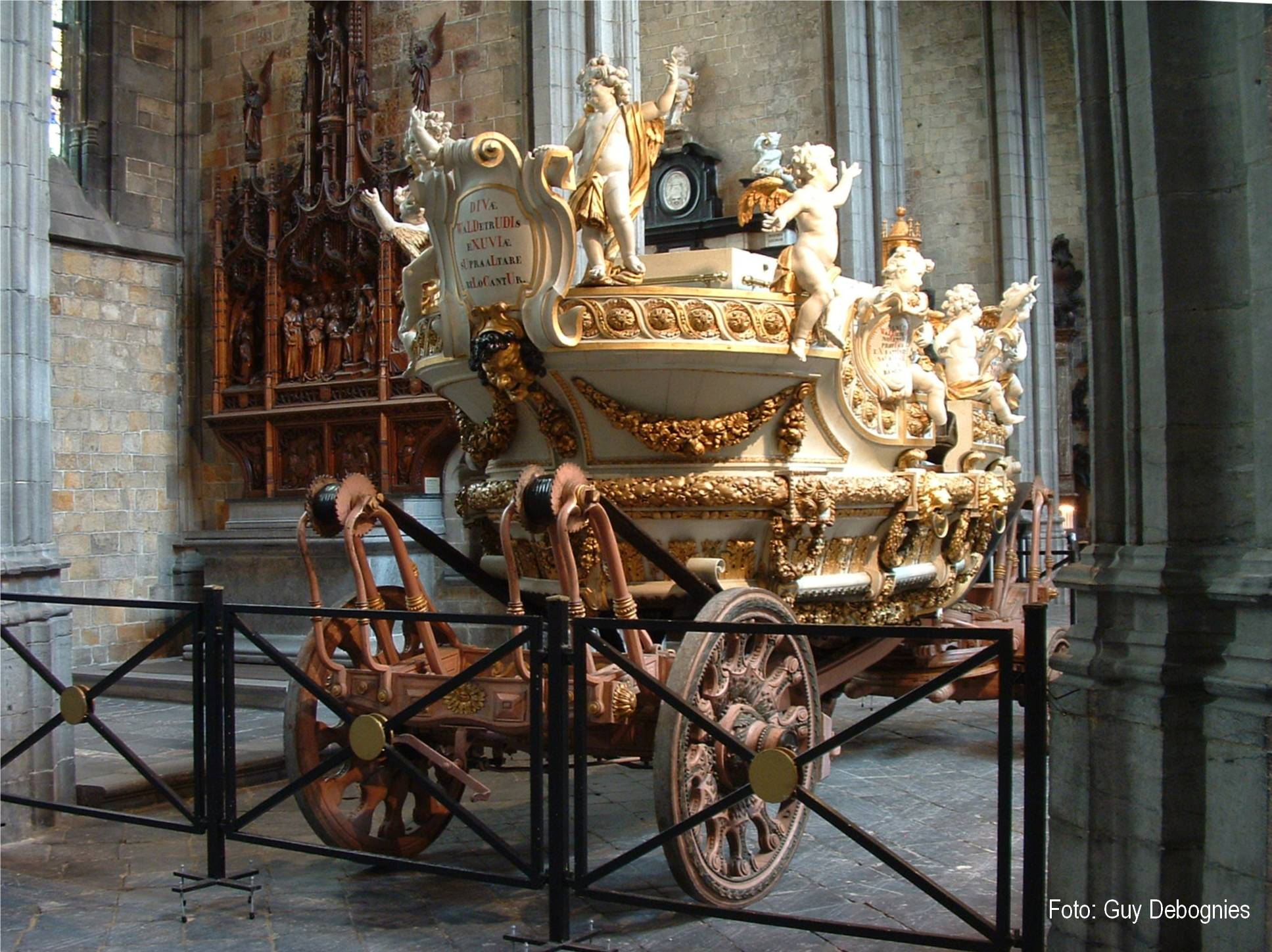
De praalwagen Car d'Or
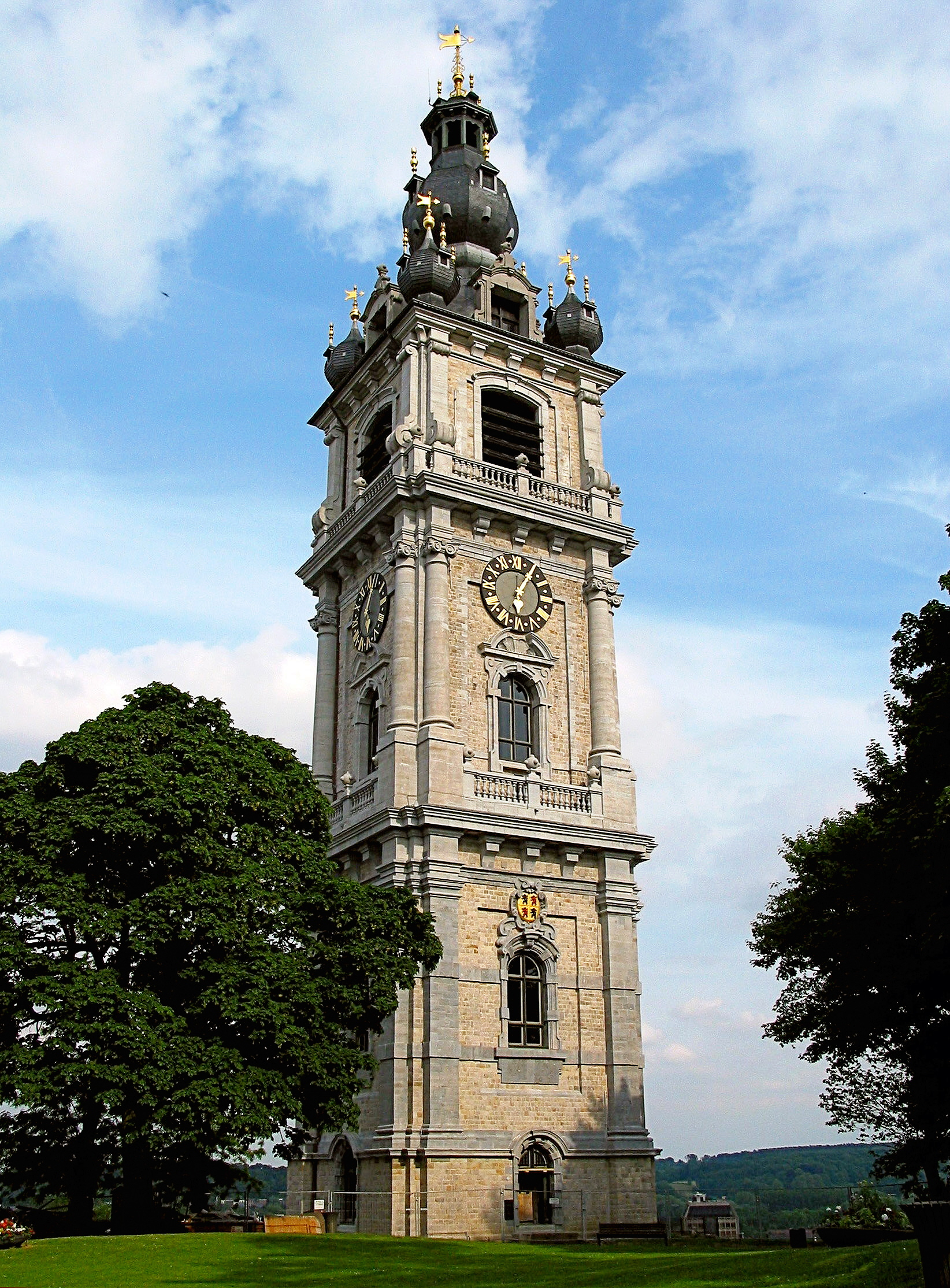
De Belforttoren van Bergen
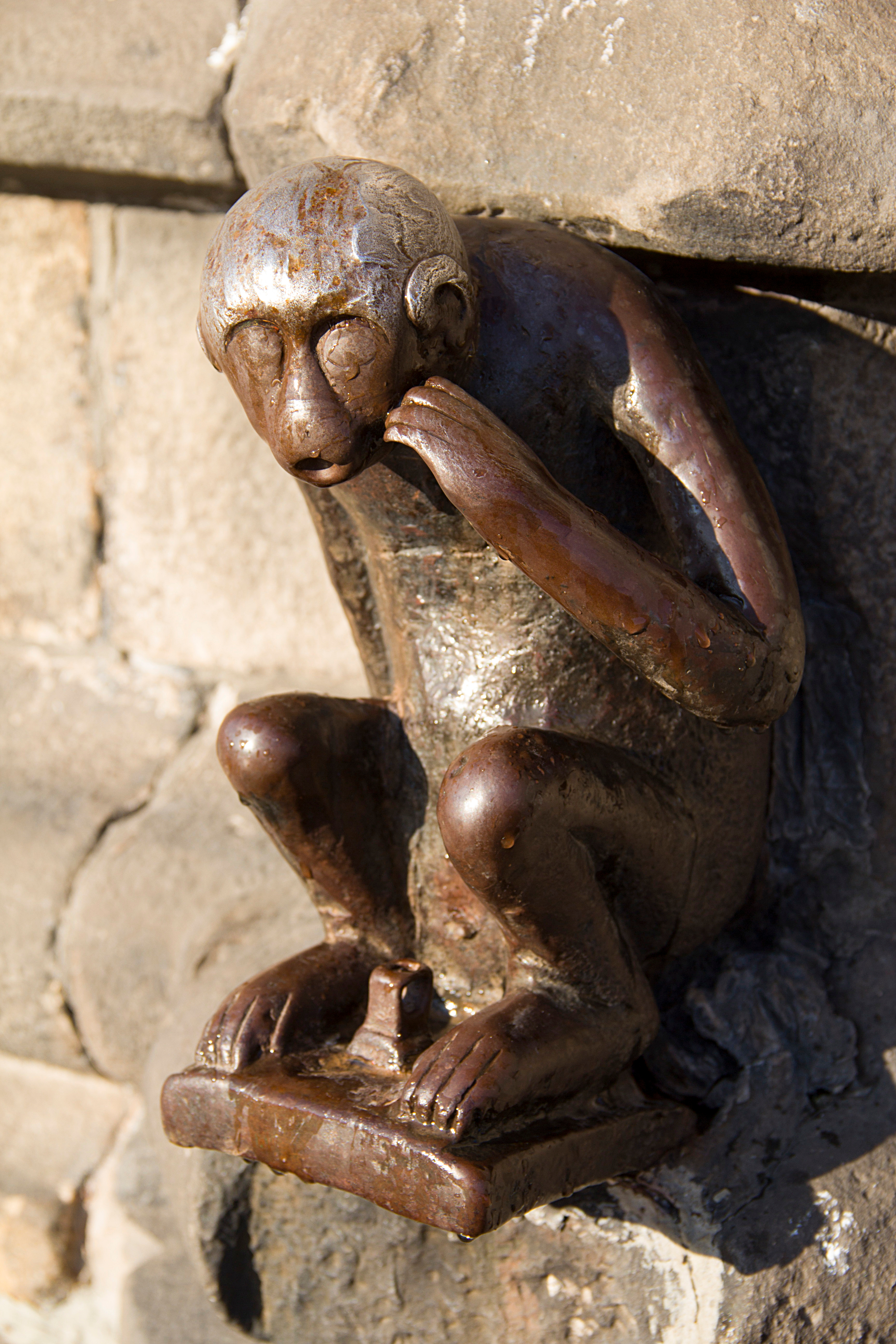
Het beroemde aapje (Singe du Grand Garde)
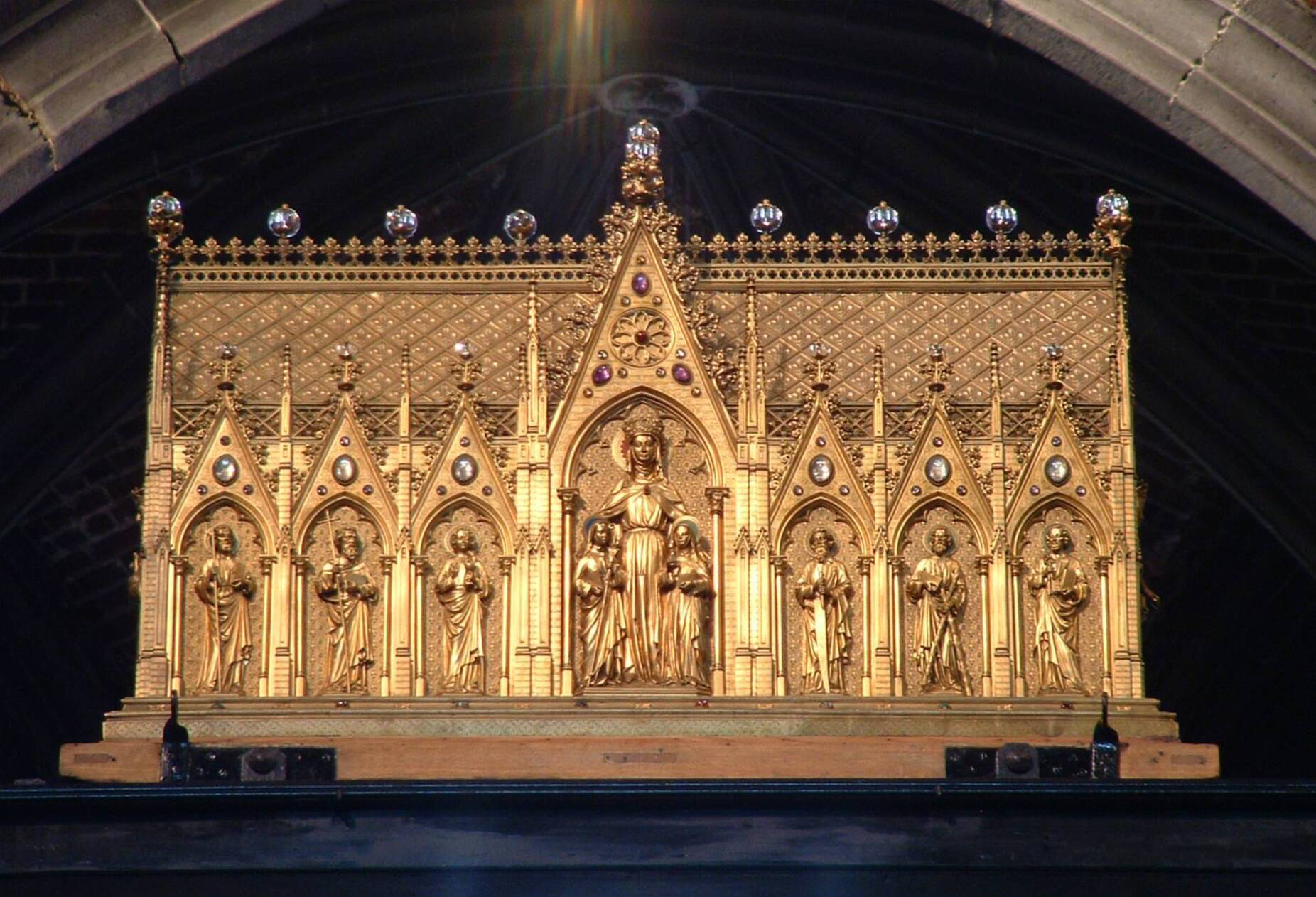
Schrijn van Waltrudis
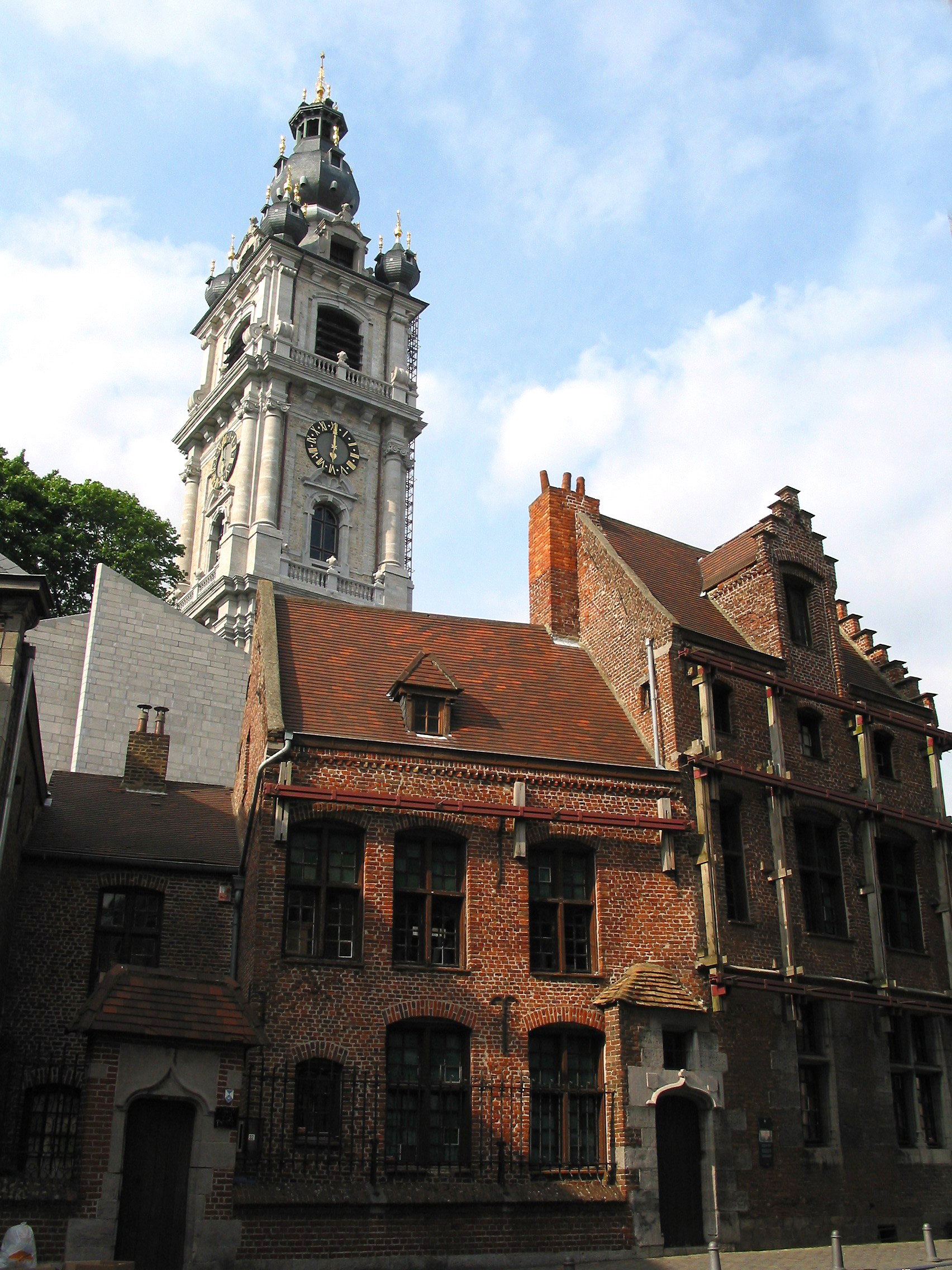
Spaans huis
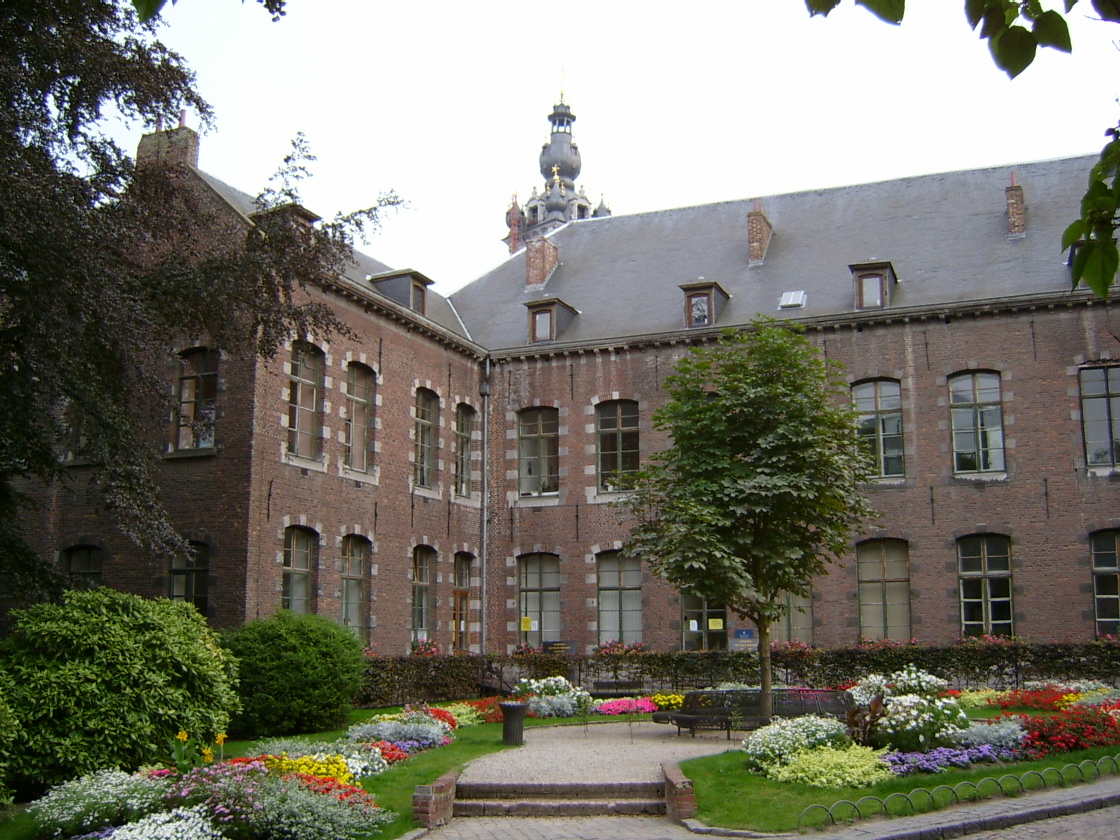
Burgemeestertuin (Park)
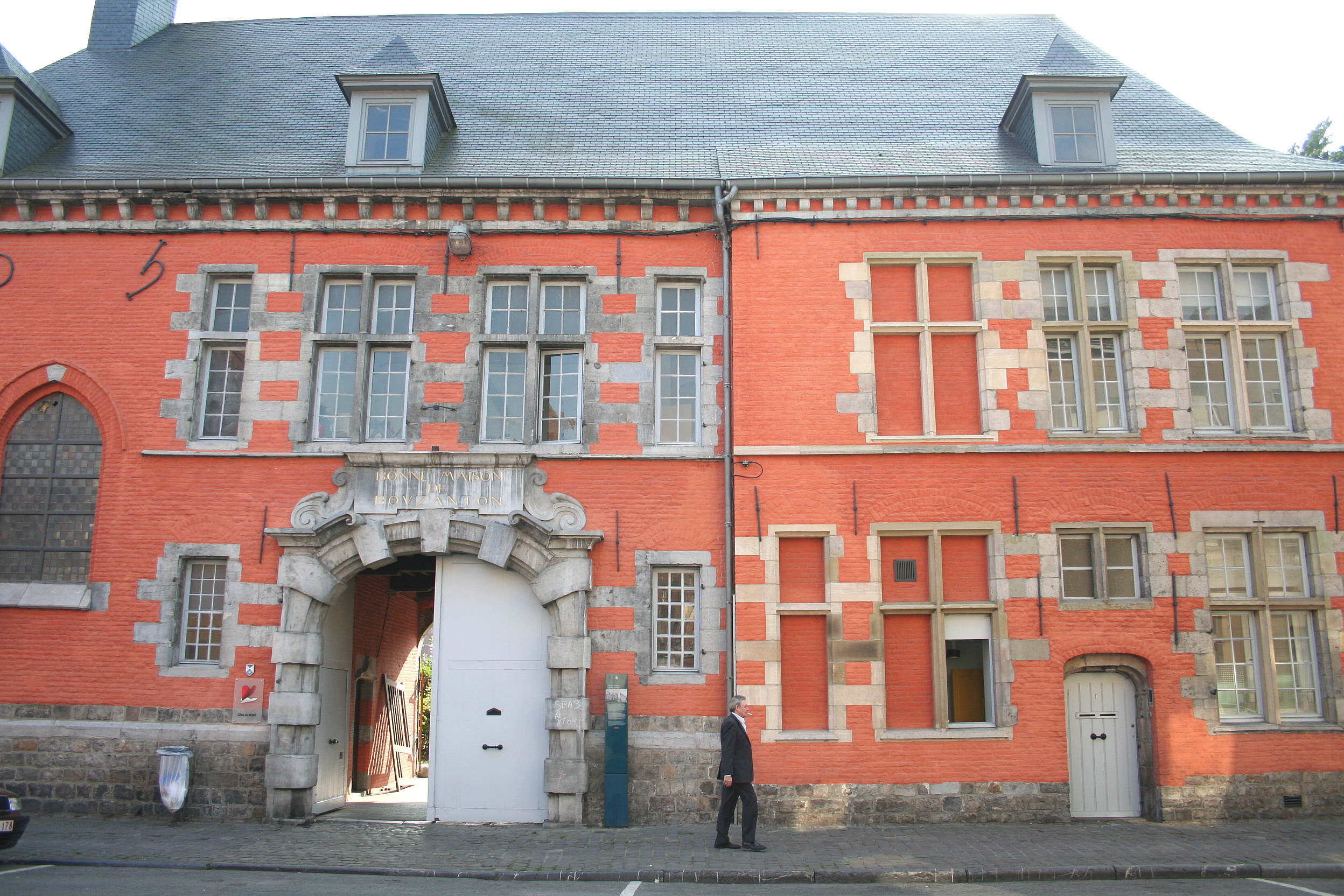
Voormalig weeshuis

## Religie
Naast de bij bezienswaardigheden beschreven kerkgebouwen vinden we:
- De Heilig Hartkerk (Église Sacre-Coeur)
- De Sint-Nectariuskerk (Église Saint-Nectaire), orthodox kerkgebouw
- De Protestantse kerk (Église Évangélique)
- De Antoinistische kerk (Temple Antoiniste) is Antoinistisch
- De An-Nour Moskee (Mosque An-Nour) van 2006

## Demografie

### Demografische ontwikkeling voor de fusie
- Bron:NIS - Opm:1831 t/m 1970=volkstellingen; 1972=inwonertal op 1 januari
- 1972: aanhechting van Cuesmes, Ghlin, Hyon, Nimy en Obourg en delen van Baudour en Jemappes

### Demografische ontwikkeling van de fusiegemeente
Alle historische gegevens hebben betrekking op de huidige gemeente, inclusief deelgemeenten, zoals ontstaan na de fusie van 1 januari 1977.
- Bronnen:NIS, Opm:1831 tot en met 1981=volkstellingen; 1990 en later= inwonertal op 1 januari

| Inwoners van jaar tot jaar op 1 januari 1992 tot heden | Inwoners van jaar tot jaar op 1 januari 1992 tot heden | Inwoners van jaar tot jaar op 1 januari 1992 tot heden |
| jaar                                                   | Aantal                                                 | Evolutie: 1992=index 100                               |
| ------------------------------------------------------ | ------------------------------------------------------ | ------------------------------------------------------ |
| 1992                                                   | 92.428                                                 | 100,0                                                  |
| 1993                                                   | 92.553                                                 | 100,1                                                  |
| 1994                                                   | 92.495                                                 | 100,1                                                  |
| 1995                                                   | 92.666                                                 | 100,3                                                  |
| 1996                                                   | 92.256                                                 | 99,8                                                   |
| 1997                                                   | 91.997                                                 | 99,5                                                   |
| 1998                                                   | 91.460                                                 | 99,0                                                   |
| 1999                                                   | 91.187                                                 | 98,7                                                   |
| 2000                                                   | 90.935                                                 | 98,4                                                   |
| 2001                                                   | 91.123                                                 | 98,6                                                   |
| 2002                                                   | 90.955                                                 | 98,4                                                   |
| 2003                                                   | 91.078                                                 | 98,5                                                   |
| 2004                                                   | 91.185                                                 | 98,7                                                   |
| 2005                                                   | 91.083                                                 | 98,5                                                   |
| 2006                                                   | 91.221                                                 | 98,7                                                   |
| 2007                                                   | 91.196                                                 | 98,7                                                   |
| 2008                                                   | 91.334                                                 | 98,8                                                   |
| 2009                                                   | 91.406                                                 | 98,9                                                   |
| 2010                                                   | 91.759                                                 | 99,3                                                   |
| 2011                                                   | 92.523                                                 | 100,1                                                  |
| 2012                                                   | 93.072                                                 | 100,7                                                  |
| 2013                                                   | 93.941                                                 | 101,6                                                  |
| 2014                                                   | 95.047                                                 | 102,8                                                  |
| 2015                                                   | 95.231                                                 | 103,0                                                  |
| 2016                                                   | 94.964                                                 | 102,7                                                  |
| 2017                                                   | 95.220                                                 | 103,0                                                  |
| 2018                                                   | 95.299                                                 | 103,1                                                  |
| 2019                                                   | 95.613                                                 | 103,4                                                  |
| 2020                                                   | 95.887                                                 | 103,7                                                  |
| 2021                                                   | 95.705                                                 | 103,5                                                  |
| 2022                                                   | 96.545                                                 | 104,5                                                  |
| 2023                                                   | 96.465                                                 | 104,4                                                  |
| 2024                                                   | 96.358                                                 | 104,3                                                  |
| 2025                                                   | 97.120                                                 | 105,1                                                  |

## Politiek

### Resultaten gemeenteraadsverkiezingen sinds 1976
| Partij of kartel     | Partij of kartel                           | 10-10-1976 | 10-10-1976 | 10-10-1982 | 10-10-1982 | 9-10-1988 | 9-10-1988 | 9-10-1994 | 9-10-1994 | 8-10-2000 | 8-10-2000 | 8-10-2006 | 8-10-2006 | 14-10-2012 | 14-10-2012 | 14-10-2018 | 14-10-2018 | 13-10-2024 | 13-10-2024 |
| Stemmen / Zetels     | Stemmen / Zetels                           | %          | 45         | %          | 45         | %         | 45        | %         | 45        | %         | 45        | %         | 45        | %          | 45         | %          | 45         | %          | 45         |
| -------------------- | ------------------------------------------ | ---------- | ---------- | ---------- | ---------- | --------- | --------- | --------- | --------- | --------- | --------- | --------- | --------- | ---------- | ---------- | ---------- | ---------- | ---------- | ---------- |
|                      | PTB1/ PTB+2                                | 0,391      | 0          | 0,351      | 0          | 0,351     | 0         | 0,931     | 0         | 0,991     | 0         | 1,222     | 0         | 3,612      | 1          | 8,501      | 3          | 9,301      | 4          |
|                      | PS1/ Liste du Bourgmestre2                 | 43,991     | 22         | 44,011     | 22         | 49,741    | 25        | 37,381    | 20        | 61,351    | 30        | 51,551    | 27        | 55,161     | 29         | 44,251     | 23         | 44,642     | 22         |
|                      | ECOLO                                      | 2,17       | 0          | 8,77       | 3          | 10,56     | 4         | 10,07     | 4         | 9,86      | 4         | 8,65      | 3         | 8,82       | 3          | 12,78      | 6          | 6,89       | 2          |
|                      | PSC1/ cdH2/ Agora-cdH3/ Les Engagés4       | 20,791     | 10         | 18,51      | 9          | 20,851    | 9         | 21,211    | 10        | 10,311    | 4         | 11,722    | 5         | 8,722      | 3          | 6,313      | 2          | 8,954      | 3          |
|                      | PRL1/ MDL2/ PRL-MCC3/ MR4/ Mons En Mieux!5 | 13,191     | 6          | 19,391     | 9          | 16,141    | 7         | 14,442    | 7         | 15,783    | 7         | 16,554    | 7         | 17,94      | 8          | 21,495     | 11         | 28,725     | 14         |
|                      | Citoyen                                    | -          |            | -          |            | -         |           | -         |           | -         |           | -         |           | 4,32       | 1          | -          |            | -          |            |
|                      | FN1/ Front-NaT.2                           | -          |            | 0,961      | 0          | -         |           | 7,031     | 2         | -         |           | 8,372     | 3         | -          |            | -          |            | -          |            |
|                      | ARL                                        | -          |            | -          |            | -         |           | 5,68      | 2         | -         |           | -         |           | -          |            | -          |            | -          |            |
|                      | UDPW                                       | 14,04      | 6          | 6,56       | 2          | 2,04      | 0         | -         |           | -         |           | -         |           | -          |            | -          |            | -          |            |
|                      | RW                                         | 5,43       | 1          | -          |            | -         |           | -         |           | -         |           | -         |           | -          |            | -          |            | -          |            |
| Anderen(*)           | Anderen(*)                                 | -          |            | 1,47       | 0          | 0,32      | 0         | 3,26      | 0         | 1,7       | 0         | 1,94      | 0         | 1,47       | 0          | 6,67       | 0          | 1,50       | 0          |
| Totaal stemmen       | Totaal stemmen                             | 55914      | 55914      | 54204      | 54204      | 52831     | 52831     | 53592     | 53592     | 54702     | 54702     | 55893     | 55893     | 55050      | 55050      | 55955      | 55955      | 54499      | 54499      |
| Opkomst %            | Opkomst %                                  |            |            |            |            | 90,35     | 90,35     | 88,98     | 88,98     | 87,78     | 87,78     | 88,47     | 88,47     | 84,49      | 84,49      | 84,59      | 84,59      | 82,40      | 82,40      |
| Blanco en ongeldig % | Blanco en ongeldig %                       | 5,17       | 5,17       | 6,28       | 6,28       | 6,08      | 6,08      | 6,68      | 6,68      | 6,38      | 6,38      | 5,99      | 5,99      | 7,58       | 7,58       | 8,18       | 8,18       | 7,77       | 7,77       |

 (*) 1982: UDRT (1,11%), W (0,36%) / 1988: POS / 1994: JEUNES / 2000: Bloc-W. / 2006: DLC (0,16%), MAS (0,41%), REA (1,37%) / 2012: PA / 2018: PP (2,02%), DéFI (1,85%), Citoyens (1,41%), La Droite (1,39%) / 2024: Lutte Ouvrière (0,97%), CCD (0,53%)
De grootste partij staat in kleur.

### Lijst van burgemeesters van Bergen
| Burgemeesters              | Periode   | Partij                   |
| -------------------------- | --------- | ------------------------ |
| Constant Duval de Beaulieu | 1800-1815 | -                        |
| Edmond Dupré               | 1815-1827 | -                        |
| Théodore Tahon de La Motte | 1827-1836 | Unitaire Liberale Partij |
| Dominique Siraut           | 1836-1848 | Unitaire Liberale Partij |
| Désiré Dethuin             | 1849-1866 | Unitaire Liberale Partij |
| François Dolez             | 1866-1879 | Unitaire Liberale Partij |
| Arthur Lescarts            | 1880-1885 | Unitaire Liberale Partij |
| Léon Paternostre           | 1885-1888 | Unitaire Liberale Partij |
| Henri Sainctelette         | 1888-1905 | Unitaire Liberale Partij |
| Jean Lescarts              | 1905-1925 | Unitaire Liberale Partij |
| Victor Maistriau           | 1926-1953 | Unitaire Liberale Partij |
| Leo Collard                | 1953-1974 | PSB                      |
| Abel Dubois                | 1974-1989 | PSB / PS                 |
| Maurice Lafosse            | 1989-2001 | PS                       |
| Elio Di Rupo               | 2001-2018 | PS                       |
| Nicolas Martin             | 2018-     | PS                       |

## Folklore

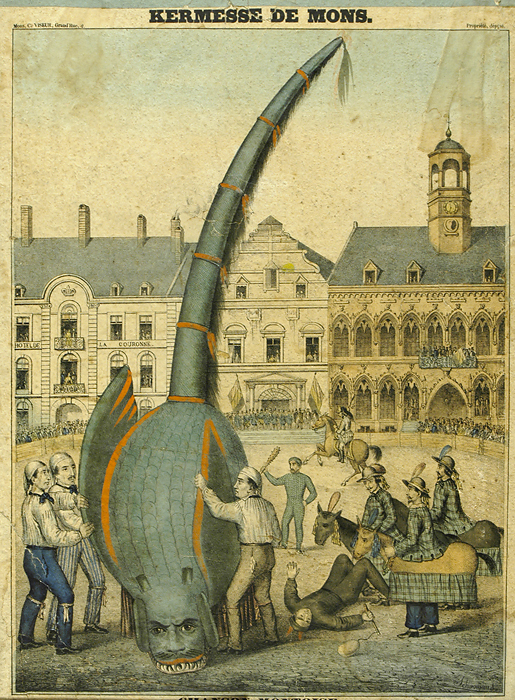
Draaksteken in Bergen (België), gravure uit de 19e eeuw

In de Car d'Or wordt op de morgen van de Ducasse het schrijn van Sint-Waltrudis door de stad gedragen, in een processie die haar oorsprong vindt in 1340, toen het gebied van Bergen door de pest geteisterd werd. De stoet vertrekt om 10.00u en wanneer hij rond 12.30u weer op zijn vertrekpunt is aangekomen, begint op de Grote Markt de Combat dit Lumeçon – een symbolisch gevecht waarbij een Sint-Joris, op een geharnast paard gezeten, een draak (spottend lumeçon, dat is worm genoemd) neersteekt precies op het ogenblik dat het belfort 13.00u slaat. Deze viering, enig in België, vindt ieder jaar plaats op Drievuldigheidszondag.
De stad kent ook een tweede volksfeest in het begin van de zomer. Op de laatste vrijdag van juni vindt het vuur van Sint Jean in het centrum van de stad plaats. Om de zonnewende te vieren, wordt een groot vuur en een fakkeltocht georganiseerd.

## Economie
Met de economie van Bergen gaat het minder goed sinds de sluiting van de kolenmijnen in de tweede helft van 20e eeuw.
Sinds het eind van de jaren negentig wordt het aantal verloren arbeidsplaatsen door stopzettingen en faillissementen van bedrijven niet meer in voldoende mate gecompenseerd door het aantal nieuw gecreëerde arbeidsplaatsen. Hierdoor lag de werkloosheidsgraad (in oktober 2008 20,75%) hoger dan het Belgische gemiddelde en is het gemiddeld inkomen per inwoner lager dan het Belgische gemiddelde.
In 2002 bedroeg de werkgelegenheid per economische sector 1,57% in de primaire sector, 8,32% in de secundair sector en 90,1% in tertiaire sector.

## Verkeer
De stad heeft een station Bergen langs de spoorlijnen 96, 97 en 118.

## Onderwijs
De stad Bergen telt twee universiteiten en 13 hogescholen. Er zijn ongeveer 15.000 studenten die in Bergen wonen, leven en studeren.

### Universiteiten
- Universiteit van Bergen (UMons) gesticht in 2009 uit een fusie tussen de Université de Mons-Hainaut en de Faculté polytechnique de Mons.
- UCLouvain FUCaM Mons, een campus van de Université catholique de Louvain gelegen te Bergen sinds 1899.

### Hoger onderwijs
- Conservatoire Royal de Mons
- École sociale (HECFH)
- École supérieure des arts plastiques et visuels de la Communauté française
- Institut d’architecture intercommunal (ISAI)
- Institut provincial d’enseignement supérieur de nursing (HEPMBC)
- Institut provincial d'enseignement supérieur pédagogique (HEPMBC)
- Institut supérieur économique (HEPMBC)
- Institut supérieur industriel de la Communauté française (ISIMs)
- École normale du Sacré-Cœur
- École normale – Institut supérieur pédagogique de la Communauté française (HECFH)
- Institut reine Astrid (IRAM)
- Institut supérieur des sciences humaines appliquées (ISSHA)
- Institut supérieur industriel catholique du Hainaut (ISIC)

### Secundair onderwijs
- Académie des métiers, des arts et des sports
- Institut du Sacré-Cœur
- Institut de la Sainte-Famille
- Institut Saint-Ferdinand
- Institut Technique des Ursulines
- Athénée provincial – École du Futur de Mons
- Athénée provincial Jean d’Avesnes
- Athénée royal de Mons
- Athénée royal Marguerite Bervoets
- Centre scolaire Don Bosco
- Centre scolaire Saint-Stanislas
- CES Saint-Luc-IRAM
- École Ave Maria – Section Sainte-Anne
- Institut d'enseignement secondaire paramédical provincial
- Institut d'enseignement secondaire provincial

## Sport
In de Tweede klasse van het Belgisch voetbal speelde RAEC Mons, dat zijn thuiswedstrijden in het Stade Charles Tondreau (8.000 plaatsen) afwerkte. In 2015 ging de club failliet.
In de Eerste klasse van het basketbal speelt Union Mons-Hainaut. De club speelt zijn thuiswedstrijden in de mons.arena (4.000 plaatsen) te Jemappes.

## Bekende personen

### Geboren in Bergen
- Gilles Binchois (1400-1460), componist
- Guido de Brès (1522-1567), theoloog
- Orlando di Lasso (1532?-1594), componist
- Jean du Blocq (1583-1656), architect en monnik
- Michaelina Wautier (1604–1689), schilderes
- François-Joseph Fétis (1784-1871), componist
- Alexandre Gendebien (1789-1869), advocaat
- Omer Ablaÿ (1801-1886), generaal
- Jules-Gustave Ablaÿ (1803-1875), generaal
- Victor Delecourt (1806-1853), jurist en taalkundige
- Narcisse Ablaÿ (1806-1879), generaal
- Jean-Charles Houzeau (1820-1888), astronoom
- Jules Greindl (1835-1917), diplomaat
- Charles Brunin (1841-1887), beeldhouwer
- Maurice Lemonnier (1860-1930), politicus
- Noëlla Dinant (1919-1985), politica
- Roger Coekelbergs (1921-2021), hoogleraar militaire academie
- Jacques Calonne (1930-2022), musicus en beeldend kunstenaar
- Richard Biefnot (1949-2020), volksvertegenwoordiger
- Jacqueline Hautenauve (1962), meerkampster
- Vincent Rousseau (1962), langeafstandsloper
- Jonathan N'Senga (1973), hordeloper
- Cédric Roussel (1978-2023), voetballer
- Pauline Burlet (1996), actrice

### Woonachtig
- Salvatore Adamo (1943), zanger
- Elio Di Rupo (1951), politicus, ex-burgemeester

### Overig
- Waltrudis (?-688)

## Partnersteden
Bergen is verzusterd met de volgende steden:
- Vannes (Frankrijk), sinds 1952
- Briare (Frankrijk), sinds 1962
- Thoissey (Frankrijk), sinds 1963
- Sefton (Verenigd Koninkrijk), sinds 1974
- Changsha (China), sinds 1998
- Little Rock (Verenigde Staten), sinds 1999

## Nabijgelegen kernen
Nimy, Obourg, Saint-Symphorien, Hyon, Ciply, Cuesmes, Ghlin